# Lars Strömblad (politiker)
Lars Börje Strömblad, född 9 juli 1934 i Falkenbergs församling i Hallands län, är en svensk svinuppfödare och centerpartistisk politiker. 
Lars Strömblad är utbildad lantmästare och bedriver svinuppfödning i Bjärkaryd i Hylletofta utanför Sävsjö i Småland. Han var kommunstyrelseordförande i Sävsjö kommun 1992–1999 och efterträdde Uno Nord på denna post.
Han var under många år ordförande i Hylletofta hembygdsförening.
Lars Strömblad är sedan 1963 gift med skolsköterskan Marta Strömblad (född 1940).